# Herbert Waldmann
Herbert Waldmann (* 11. Juni 1957 in Neuwied) ist ein deutscher Chemiker.

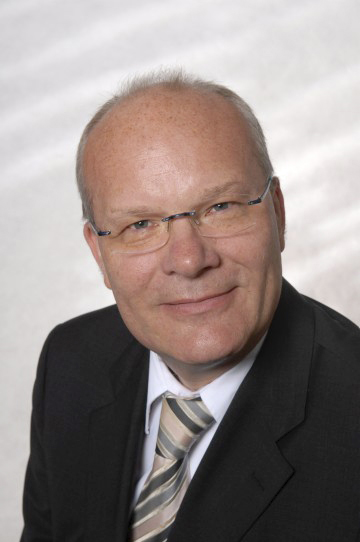
Herbert Waldmann

## Leben
Herbert Waldmann studierte im Anschluss an sein Abitur am Werner-Heisenberg-Gymnasium in Neuwied ab 1976 Chemie an der Universität Mainz und fertigte seine Doktorarbeit 1985 bei Horst Kunz an.
Im Anschluss verbrachte er zwei Jahre als Postdoktorand an der Harvard University bei George Whitesides, Cambridge, USA.
Er habilitierte sich von 1986 bis 1991 an der Universität Mainz. Kurz darauf erhielt er einen Ruf auf eine Professur für Organische Chemie an der Universität Bonn. 1993 übernahm er einen Lehrstuhl für Organische Chemie an der Universität Karlsruhe. Seit 1999 leitet er die Abteilung Chemische Biologie am Max-Planck-Institut für molekulare Physiologie in Dortmund und ist Professor für Biochemie an der Universität Dortmund. Im Jahr 2007 war er auch „Managing Director“ des „Center of Advanced European Studies and Research“ (Forschungszentrum caesar) in Bonn.

## Auszeichnungen und Preise
Für seine Arbeiten wurde er mit zahlreichen wissenschaftlichen Auszeichnungen geehrt:
- 1982: Adolf-Todt-Award.
- 1986: Friedrich Weygand Award for the Advancement of Peptide Chemistry.
- 1986: Award of the Johannes-Gutenberg-Universität Mainz.
- 1991: Habilitanden-Preis der ADUC.
- 1992: Carl-Duisberg-Gedächtnispreis der Gesellschaft Deutscher Chemiker.
- 1992: Dozenten-Price of the Fonds der Chemischen Industrie.
- 1997: Steinhofer Preis der Steinhofer Stiftung, Universität Freiburg.
- 2001: Otto-Bayer-Preis
- 2003: Max-Bergmann-Medaille
- 2004: F.C. Donders Professorship, Utrecht, Netherlands, 2004
- 2004: President of the Bürgenstock Conference
- 2004: Mitglied der Deutschen Akademie der Naturforscher Leopoldina[2]
- 2005: Fellow of the Royal Society of Chemistry
- 2006: Glaxo SmithKline-Award for Outstanding Achievement in the field of Chemical Biology
- 2009: Mitglied der Nordrhein-Westfälischen Akademie der Wissenschaften und der Künste
- 2010: Hans-Herloff-Inhoffen-Medaille[3]
- 2012: Emil-Fischer-Medaille
- 2014: Ehrendoktorwürde der Universität Leiden
- 2017: Paul-Karrer-Vorlesung
- 2020: Liebig-Denkmünze[4]
- 2023: Otto-Hahn-Preis

Mitglied im „Editorial Board“ von
- Bioorganic and Medicinal Chemistry Letters
- Bioorganic and Medicinal Chemistry
- Chemical Communications
- ChemBioChem
- European Journal of Organic Chemistry
- Chemical Biology & Drug Design
- ChemMedChem
- Current Chemical Biology
- Angewandte Chemie (2010 bis 2017)[4]